# Nekrolog August 2008
Nekrolog
◄◄
| ◄
| 2004
| 2005
| 2006
| 2007
| 2008 | 2009 | 2010 | 2011 | 2012 | ► | ►►
Januar |
Februar |
März |
April |
Mai |
Juni |
Juli |
August |
September |
Oktober |
November |
Dezember 2008
Weitere Ereignisse | Allgemeiner Nekrolog 2008
Die Beschreibung der verstorbenen Person sollte so kurz wie möglich gehalten sein und nur deren signifikante Tätigkeit(en) enthalten.
Neue Namen ggf. auch unter dem Geburts- und Sterbedatum, also etwa unter 1. Januar und im Geburts- und Sterbejahr (2024) eintragen (nur bei entsprechender großer Wichtigkeit). Für Beispiele siehe die schon vorhandenen Artikel.
Außerdem über die fünf zuletzt Verstorbenen, zu denen es einen ausreichend guten Artikel für eine Präsentation auf der Hauptseite gibt, nach der todesbedingten Überarbeitung der Artikel ggf. auch unter Wikipedia Diskussion:Hauptseite informieren und sie am besten auch in den anderen Wikipedia-Sprachversionen eintragen. Tipp: Regelmäßig bei news.google.de nach „ist tot“, „gestorben“ oder „verstorben“ suchen.
Wenn eine Person gestorben ist, gibt es viele Seiten zu dieser Person in der Wikipedia, die davon auch betroffen sind und entsprechend aktualisiert werden müssen. Beispiele: Namenübersichtsseite, Geburtsjahr, Geburtsort-Seiten und viele mehr.
Wie finde ich die betroffenen Seiten?
Im Suchfeld auf der linken Seite gibt man den Suchbegriff so ein: „Vorname Nachname“. Dann klickt man auf Volltext und alle Seiten mit entsprechendem Suchtext werden aufgerufen. Hier sieht man dann schnell, wo auch das Todesjahr Sinn macht oder sogar ein Teil des Artikels angepasst werden muss. Auch hilft das „Werkzeug“ auf der linken Seite sehr gut, um solche Seiten aufzufinden: „Links auf diese Seite“. Somit ist die Wikipedia wieder aktuell in allen Bereichen! Hinweis: bei Eintragung der Kategorie „Gestorben JAHR“ wird der Missbrauchsfilter 49 ausgelöst, was jedoch nicht schlimm ist. Siehe: Spezial:Missbrauchsfilter/49
Dies ist eine Liste von im August 2008 verstorbenen bekannten Persönlichkeiten. Die Einträge erfolgen innerhalb der einzelnen Daten alphabetisch sortiert. Tiere sind im Nekrolog für Tiere zu finden.

## August
| Tag        | Name                                        | Beruf, bekannt als | Alter | Beleg |
| ---------- | ------------------------------------------- | --- | ----- | ----- |
| 1. August  | Carlos Aponte                               | kolumbianischer Fußballspieler transfermarkt.de | 69    |       |
| 1. August  | Ashok Mankad                                | indischer Cricketspieler content-www.cricinfo.com | 61    |       |
| 1. August  | Guido Santin                                | italienischer Ruderer olympedia.org | 97    |       |
| 1. August  | Harkishan Singh Surjeet                     | indischer Politiker timesofindia.indiatimes.com | 92    |       |
| 1. August  | Jehuda Wallach                              | israelischer Offizier und Militärhistoriker | 87    |       |
| 1. August  | Manfred Schreiterer                         | deutscher Diplomat | 82    |       |
| 1. August  | Pauline Baynes                              | britische Illustratorin groups.yahoo.com | 85    |       |
| 1. August  | Tony Schrepkens                             | belgischer Bassist bloodchamber.de | 35    |       |
| 2. August  | Christopher González                        | puerto-ricanisch-jamaikanischer expressionistischer Bildhauer und Maler                                                                                         |       |       |
| 2. August  | Allen Kolstad                               | US-amerikanischer Politiker | 76    |       |
| 2. August  | Eberhard Rebling                            | deutscher Musikwissenschaftler sz-online.de | 96    |       |
| 2. August  | Fujio Akatsuka                              | japanischer Comiczeichner breitbart.com | 72    |       |
| 2. August  | Geoffrey Ballard                            | kanadischer Geophysiker und Geschäftsmann | 75    |       |
| 2. August  | Gino Birindelli                             | italienischer Neofaschist und Politiker, Mitglied der Camera und NATO-General                                                                                   | 97    |       |
| 2. August  | Ernst-Otto Gerke                            | deutscher Germanist | 81    |       |
| 2. August  | Helga Gitmark                               | norwegische Politikerin adressa.no | 78    |       |
| 2. August  | John F. Seiberling                          | US-amerikanischer Politiker ohio.com | 89    |       |
| 2. August  | Mohammed Suleiman                           | syrischer Brigadegeneral | 49    |       |
| 2. August  | Perez Celis                                 | argentinischer Maler und Bildhauer latimes.com | 69    |       |
| 2. August  | Radu Grigorovici                            | rumänischer Physiker | 96    |       |
| 2. August  | Thomas John Ashton, 3. Baron Ashton of Hyde | britischer Bankier und Politiker telegraph.co.uk | 81    |       |
| 3. August  | Alexander Solschenizyn                      | russischer Schriftsteller, Nobelpreisträger für Literatur 1970 spiegel.de                                                                                       | 89    |       |
| 3. August  | Alfred Saupe                                | deutscher Physiker | 83    |       |
| 3. August  | Anton Allemann                              | Schweizer Fußballspieler bielertagblatt.ch | 72    |       |
| 3. August  | Lissi Alandh                                | schwedische Revuedarstellerin, Filmschauspielerin und Sängerin                                                                                                  | 77    |       |
| 3. August  | Bhaskar Kumar Ghosh                         | indisch-US-amerikanischer Mathematiker | 72    |       |
| 3. August  | Erik Darling                                | US-amerikanischer Folkmusiker independent.co.uk | 74    |       |
| 3. August  | Giorgio Careri                              | italienischer Physiker link.springer.com | 86    |       |
| 3. August  | Jeffrey S. Medkeff                          | US-amerikanischer Astronom | ≈50   |       |
| 3. August  | Jürgen Seydel                               | deutscher Karatepionier budoworld.net | 90    |       |
| 3. August  | Klaus Schöch                                | österreichischer Schauspieler und Kabarettist vol.at | 61    |       |
| 3. August  | Lou Teicher                                 | US-amerikanischer Pianist | 83    |       |
| 3. August  | Ulrich Hübner                               | deutscher Rechtswissenschaftler fachschaft.de | 65    |       |
| 4. August  | Craig Jones                                 | britischer Motorradrennfahrer motorsport-aktuell.com | 23    |       |
| 4. August  | Eri Kawai                                   | japanische Singer-Songwriterin und Arrangeurin | 43    |       |
| 4. August  | Johny Thio                                  | belgischer Fußballspieler voetbalkrant.com | 63    |       |
| 4. August  | Nicola Rescigno                             | italienischer Dirigent archive.today | 92    |       |
| 4. August  | Otto Wittschier                             | deutscher Unternehmer salzburg.com | 70    |       |
| 4. August  | Sergio Maciel                               | argentinischer Fußballspieler | 42    |       |
| 5. August  | Bruno Dallansky                             | österreichischer Schauspieler derstandard.at | 79    |       |
| 5. August  | Erich Hoerz                                 | deutscher Erfinder und Pädagoge | 78/79 |       |
| 5. August  | Eva Pflug                                   | deutsche Schauspielerin faz.net | 79    |       |
| 5. August  | Guillermo Ranzahuer González                | Altbischof von San Andrés Tuxtla, Mexiko catholic-hierarchy.org                                                                                                 | 80    |       |
| 5. August  | Joseph Das                                  | Altbischof von Berhampur, Indien cbcisite.com | 78    |       |
| 5. August  | Manuel d’Almeida Trindade                   | Altbischof von Aveiro, Portugal catholic-hierarchy.org | 90    |       |
| 5. August  | Neil Bartlett                               | britisch-US-amerikanischer Chemiker | 75    |       |
| 5. August  | Robert Hazard                               | US-amerikanischer Musiker usatoday30.usatoday.com | 59    |       |
| 5. August  | Rudolf Oberhauser                           | Österreichischer Geologe | 81    |       |
| 5. August  | Siegfried Loyda                             | deutscher Schauspieler und Veranstaltungsmoderator | 86    |       |
| 5. August  | Ursula Kamizuru                             | deutsche Tischtennisspielerin sport1.de | 54    |       |
| 5. August  | Walter Müller                               | österreichischer Radrennfahrer | 76    |       |
| 6. August  | Affonso Felippe Gregory                     | Altbischof von Imperatriz, Brasilien web.archive.org | 78    |       |
| 6. August  | Alfred Könner                               | deutscher Verlagslektor und Schriftsteller | 86    |       |
| 6. August  | Boris Nikolajewitsch Sidorow                | russischer Schachkomponist selivanov.ru | 70    |       |
| 6. August  | Fabian Kuratli                              | Schweizer Jazzmusiker (Schlagzeug, Komposition) |       |       |
| 6. August  | Frieder Faist                               | deutscher Schriftsteller | 60    |       |
| 6. August  | Gert Timmermann                             | deutscher Moderator beim NDR | 73    |       |
| 6. August  | Joachim Lieben                              | österreichischer Musikproduzent ignm.at | 77    |       |
| 6. August  | Joe Brazil                                  | US-amerikanischer Jazzmusiker | 80    |       |
| 6. August  | Karl Robert Mandelkow                       | deutscher Germanist berlinerliteraturkritik.de | 81    |       |
| 6. August  | Simon Gray                                  | britischer Dramatiker nytimes.com | 71    |       |
| 7. August  | Bernie Brillstein                           | US-amerikanischer Filmproduzent laobserved.com | 77    |       |
| 7. August  | Chris Calloway                              | US-amerikanische Jazzsängerin prx.org | 65    |       |
| 7. August  | Léon De Lathouwer                           | belgischer Radrennfahrer | 78    |       |
| 7. August  | Andrea Pininfarina                          | italienischer Unternehmer iht.com | 51    |       |
| 7. August  | Lorenz Schreiner                            | sudetendeutscher HNO-Arzt, Hochschullehrer und Heimatforscher                                                                                                   | 88    |       |
| 7. August  | Ralph Klein                                 | israelischer Basketballspieler und -trainer schoenen-dunk.de | 77    |       |
| 7. August  | Walter Schiller                             | deutscher Grafikdesigner und Typograf | 88    |       |
| 8. August  | Giacinto Bonacquisti                        | italienischer Filmregisseur, Regieassistent und Drehbuchautor                                                                                                   | 71    |       |
| 8. August  | Manfred Richard Böttcher                    | deutscher Maler und Grafiker | 69    |       |
| 8. August  | Wolfgang Dölle                              | deutscher Mediziner tagblatt.de | 84    |       |
| 8. August  | Tom Drake                                   | kanadischer Singer-Songwriter, Drehbuchautor und Regisseur | 72    |       |
| 8. August  | Herbert Falk                                | deutscher Pharmaunternehmer badische-zeitung.de | 84    |       |
| 8. August  | Antonio Gava                                | italienischer Politiker wienerzeitung.at | 78    |       |
| 8. August  | Joseph Gelineau                             | französischer Jesuit und Komponist goodjesuitbadjesuit.blogspot.com                                                                                             | 87    |       |
| 8. August  | Dionysios Ladopoulos                        | griechischer Bischof intheopatoron.blogspot.com | ≈79   |       |
| 8. August  | Orville Moody                               | US-amerikanischer Profigolfer uk.reuters.com | 74    |       |
| 8. August  | Bernd Nielsen-Stokkeby                      | deutscher Journalist und Buchautor | 87    |       |
| 8. August  | Heinrich Stillger                           | deutscher Fußballspieler und -trainer | 89    |       |
| 9. August  | Bernie Mac                                  | US-amerikanischer Schauspieler | 50    |       |
| 9. August  | Chaim Banai                                 | israelischer Schauspieler ynetnews.com | 71    |       |
| 9. August  | Else Jahn                                   | österreichische Forstentomologin und Hochschullehrerin | 94    |       |
| 9. August  | Gernot Kissel                               | deutscher Maler artwork-speyer.de | 68    |       |
| 9. August  | Hippolytus Anthony Kunnunkal                | Altbischof von Jammu-Srinagar, Indien theindiancatholic.com | 87    |       |
| 9. August  | Horst Lippmann                              | deutscher Mathematiker | 77    |       |
| 9. August  | Lawrence Pennell                            | kanadischer Politiker | 93    |       |
| 9. August  | Lie Poo Djian                               | indonesischer Badmintonspieler nasional.kompas.com | 75    |       |
| 9. August  | Mahmud Darwisch                             | palästinensischer Lyriker faz.net | 67    |       |
| 9. August  | Stephan Nitsch                              | deutscher Ingenieur jumpnfly.de.vu | 52    |       |
| 9. August  | Todd Bachman                                | US-amerikanischer Unternehmer startribune.com | 62    |       |
| 9. August  | Walter Michael Klepper                      | rumänisch-deutscher Komponist adz.ro | 79    |       |
| 10. August | David Young                                 | britischer Theologe und Bischof von Ripon | 76    |       |
| 10. August | Eva Reich                                   | US-amerikanische Ärztin iht.com | 84    |       |
| 10. August | František Tikal                             | tschechischer Eishockeyspieler handelsblatt.com | 75    |       |
| 10. August | Georg Rauch                                 | mutmaßlicher Kriegsverbrecher | 87    |       |
| 10. August | Harou Kouka                                 | nigrischer Arzt und Politiker | 85/86 |       |
| 10. August | Howard G. Minsky                            | US-amerikanischer Filmproduzent | 94    |       |
| 10. August | Isaac Hayes                                 | US-amerikanischer Musiker edition.cnn.com | 65    |       |
| 10. August | Johnny Kay                                  | US-amerikanischer Autorennfahrer | 85    |       |
| 10. August | Johnson Gnanabaranam                        | indischer evangelisch-lutherischer Bischof und Autor christlicher Literatur                                                                                     | 75    |       |
| 10. August | Hanna Emuth                                 | deutsche Dokumentarfilm-Regisseurin | 87    |       |
| 10. August | Manfred Engelschall                         | deutscher Anwalt und Richter | 86    |       |
| 10. August | Tudor Țopa                                  | rumänischer Schriftsteller romlit.ro | 80    |       |
| 10. August | William A. Knowlton                         | US-amerikanischer Militär mrfa.org | 88    |       |
| 11. August | Adriano Barlotti                            | italienischer Mathematiker | 84    |       |
| 11. August | Anatoli Chrapaty                            | sowjetischer bzw. kasachischer Gewichtheber standaard.be | 45    |       |
| 11. August | Dursun Karataş                              | türkischer Politiker jungewelt.de | 56    |       |
| 11. August | Bert Langerwerf                             | niederländisch-US-amerikanischer Reptilienzüchter und Amateurherpetologe                                                                                        | 64    |       |
| 11. August | Fred Sinowatz                               | österreichischer Politiker (SPÖ) und ehemaliger Bundeskanzler krone.at                                                                                          | 79    |       |
| 11. August | George Furth                                | US-amerikanischer Schauspieler und Dramatiker | 75    |       |
| 11. August | Günther Schifter                            | österreichischer Radiomoderator derstandard.at | 84    |       |
| 11. August | Heinrich Gerhard Bücker                     | deutscher Maler und Bildhauer | 86    |       |
| 11. August | Hermann Winterling                          | deutscher Unternehmer | 102   |       |
| 11. August | Ilse Dubois                                 | deutsche Kostümbildnerin | 86    |       |
| 11. August | John Sumter Bull                            | US-Astronaut nasa.gov | 73    |       |
| 11. August | Laurentius Hoheisel                         | Altabt der Benediktinerabtei Grüssau und Beuron orden-online.de                                                                                                 | 85    |       |
| 11. August | Rhoshii Wells                               | US-amerikanischer Boxer | 31    |       |
| 11. August | Wolfgang Oldag                              | deutscher Schauspieler und Regisseur | 76    |       |
| 12. August | Boris Kulajew                               | sowjetischer Ringer vestnik-skgmi.ru | 79    |       |
| 12. August | Donald Erb                                  | US-amerikanischer Komponist | 81    |       |
| 12. August | Francis Lacassin                            | französischer Journalist, Schriftsteller und Drehbuchautor lefigaro.fr                                                                                          | 76    |       |
| 12. August | Franco Sibilla                              | Altbischof von Asti, Italien ilsecoloxix.ilsole24ore.com | 85    |       |
| 12. August | Helge Hagerup                               | norwegischer Schriftsteller, Dichter und Dramatiker nbl.snl.no                                                                                                  | 75    |       |
| 12. August | Michael Baxandall                           | britischer Kunsthistoriker fr.de | 74    |       |
| 12. August | Orlando Fals Borda                          | kolumbianischer Soziologe | 83    |       |
| 12. August | Stan Storimans                              | niederländischer Kameramann elsevier.nl | 39    |       |
| 12. August | Swetlana Ismailowna Hodschasch              | russische Ägyptologin | 84    |       |
| 13. August | Anne Jensen                                 | deutsche römisch-katholische Theologin und Hochschullehrerin | 67    |       |
| 13. August | Bettina Spier                               | deutsche Schauspielerin und Synchronsprecherin | 48    |       |
| 13. August | Bill Gwatney                                | US-amerikanischer Politiker web.archive.org | 48    |       |
| 13. August | Dino Toso                                   | italienischer Motorsportingenieur formula1.com | 39    |       |
| 13. August | Edmund Westrich                             | deutscher Psychologe und Hochschullehrer uni-landau.de | 81    |       |
| 13. August | Gustav Adolf Held                           | deutscher Verwaltungsjurist | 87    |       |
| 13. August | Günther Friedrich Nolting                   | deutscher Politiker guenther-nolting.de | 58    |       |
| 13. August | Henri Cartan                                | französischer Mathematiker lemonde.fr | 104   |       |
| 13. August | Jack Weil                                   | US-amerikanischer Unternehmer washingtonpost.com | 107   |       |
| 13. August | James von Berlepsch                         | Schauspieler und Theatergründer | 73    |       |
| 13. August | John MacDougall                             | britischer Politiker news.bbc.co.uk | 60    |       |
| 13. August | Sandra Elaine Allen                         | größte Frau der Welt | 53    |       |
| 14. August | Seiji Aochi                                 | japanischer Skispringer yomiuri.co.jp | 66    |       |
| 14. August | Sandy Bruce-Lockhart, Baron Bruce-Lockhart  | britischer Politiker kentnews.co.uk | 66    |       |
| 14. August | Christoph Dornier                           | deutscher Künstler und Mäzen suedkurier.de | 69    |       |
| 14. August | Wolf-Dieter Drevs                           | deutscher Politiker (CDU), MdL | 92    |       |
| 14. August | Rupert Gmoser                               | österreichischer Politiker und Gewerkschafter stmv1.orf.at | 77    |       |
| 14. August | Pierre Marsan                               | monegassischer Sportschütze | 91    |       |
| 14. August | Marius Maziers                              | Alterzbischof von Bordeaux, Frankreich eglise.catholique.fr | 93    |       |
| 14. August | Lita Roza                                   | britische Sängerin independent.co.uk | 82    |       |
| 14. August | Kurt Ruchholz                               | deutscher Geologe und Hochschulprofessor dgg.de | 83    |       |
| 15. August | Alfred Rainer                               | österreichischer Nordischer Kombinierer derstandard.at | 20    |       |
| 15. August | Emilio Gagliardo                            | italienischer Mathematiker | 77    |       |
| 15. August | Ewald Brüggemann                            | deutscher Politiker (CDU), MdL | 89    |       |
| 15. August | Doris Holdorf                               | deutsche Handballspielerin | 66    |       |
| 15. August | Franz Klein                                 | Donauschwabe, Publizist | 88    |       |
| 15. August | Molly McClure                               | US-amerikanische Schauspielerin | 89    |       |
| 15. August | Georges Moineau                             | französischer Komponist amismouzon.free.fr | 94    |       |
| 15. August | Gerhard Neuweiler                           | deutscher Zoologe dzg-ev.de | 73    |       |
| 15. August | Thor Pedersen                               | norwegischer Ruderer | 83    |       |
| 15. August | Hans Stießberger                            | deutscher Kommunalpolitiker und Unternehmer | 88    |       |
| 15. August | Heinz-Ludwig Schmidt                        | deutscher Fußballtrainer | 88    |       |
| 15. August | Hilke Rosenboom                             | deutsche Schriftstellerin | 51    |       |
| 15. August | Jerry Wexler                                | US-amerikanischer Musikproduzent nytimes.com | 91    |       |
| 15. August | Madeleine Batchinsky-Gaille                 | Schweizer Schachspielerin hommages.ch | 86    |       |
| 15. August | Mark Lundberg                               | US-amerikanischer Opernsänger newsday.com | 50    |       |
| 15. August | Vic Toweel                                  | südafrikanischer Boxer thetimes.co.za | 80    |       |
| 16. August | Anneliese Lissner                           | deutsche Philologin bistum-erfurt.de | 83    |       |
| 16. August | Dorival Caymmi                              | brasilianischer Musiker zeenews.com | 94    |       |
| 16. August | Elena Leuşteanu                             | rumänische Kunstturnerin gsp.ro | 73    |       |
| 16. August | Fanny Mikey                                 | argentinisch-kolumbianische Schauspielerin, Theaterdirektorin und Festivalveranstalterin caracol.com.co                                                         | 77    |       |
| 16. August | Francis Vian                                | französischer Gräzist | 91    |       |
| 16. August | Fukuoka Masanobu                            | japanischer Mikrobiologe und Bauer | 95    |       |
| 16. August | Gheorghe Briceag                            | moldauischer Menschenrechtler deca.md | 80    |       |
| 16. August | John Barron                                 | britischer Gräzist, Klassischer Archäologe und Numismatiker sowie Master des St Peter’s College, Oxford                                                         | 74    |       |
| 16. August | John Schreiber                              | US-amerikanischer Bischof elca.org | 47    |       |
| 16. August | Johnny Moore                                | jamaikanischer Musiker iht.com | 70    |       |
| 16. August | Josef Schärli                               | Stiftspropst von Beromünster orden-online.de | 88    |       |
| 16. August | Jürgen Dorka                                | deutscher Politiker (CDU), MdL | 74    |       |
| 16. August | Karl Guhl                                   | deutscher Politiker (SPD), MdL | 88    |       |
| 16. August | Lucrecia Kasilag                            | philippinische Komponistin abs-cbnnews.com | 90    |       |
| 16. August | Michel-Gaspard Coppenrath                   | Alterzbischof von Papeete, Französisch-Polynesien eglise.catholique.fr                                                                                          | 84    |       |
| 16. August | Ronnie Drew                                 | irischer Folkmusiker zeit.de | 73    |       |
| 16. August | Vytautas Kirkliauskas                       | litauischer Politiker, Bürgermeister | 59    |       |
| 16. August | Walter Paska                                | Weihbischof in der Erzeparchie Philadelphia ukrarcheparchy.us                                                                                                   | 84    |       |
| 16. August | Wilhelm Egger                               | Bischof von Bozen-Brixen dolomiten.it | 68    |       |
| 17. August | Armond Fields                               | US-amerikanischer Maler, Grafiker und Biograf query.nytimes.com                                                                                                 | 77    |       |
| 17. August | Dave Freeman                                | US-amerikanischer Autor und Unternehmer latimes.com | 47    |       |
| 17. August | Diethard Könke                              | deutscher Bauingenieur | 73    |       |
| 17. August | Engelbert Friedhoff                         | deutscher Arzt | 88    |       |
| 17. August | Franco Sensi                                | italienischer Unternehmer und Präsident des AS Rom repubblica.it                                                                                                | 82    |       |
| 17. August | Helmut Valentin                             | deutscher Mediziner zuv.fau.de | 88    |       |
| 17. August | Jurij Bedsyk                                | ukrainischer Schriftsteller | 82    |       |
| 17. August | Jürgen Baron von Schilling                  | deutscher Mediziner | 99    |       |
| 17. August | Károly Rédei                                | österreich-ungarischer Finnougrist nordische-laender.at | 76    |       |
| 17. August | Maudie Hopkins                              | letzte namentlich bekannte Witwe eines US-Bürgerkriegsveterans smh.com.au                                                                                       | 93    |       |
| 18. August | Gerhard Branstner                           | deutscher Schriftsteller jungewelt.de | 81    |       |
| 18. August | Hermann Wilhelm Thywissen                   | deutscher Kommunalpolitiker ngz-online.de | 91    |       |
| 18. August | James Chiona                                | Alterzbischof von Blantyre, Malawi web.archive.org | 84    |       |
| 18. August | Joachim Tettenborn                          | deutscher Dramaturg und Autor | 89    |       |
| 18. August | John Brandl                                 | US-amerikanischer Politiker | 70    |       |
| 18. August | Karl Tetzner                                | deutscher Journalist | 93    |       |
| 18. August | Leopold Ganzer                              | österreichischer Maler | 79    |       |
| 18. August | Manny Farber                                | US-amerikanischer Maler und Filmkritiker rottentomatoes.com | 91    |       |
| 18. August | Missy                                       | US-amerikanische Pornodarstellerin imdb.de | 40    |       |
| 18. August | Vernon Ruttan                               | US-amerikanischer Ökonom | 84    |       |
| 19. August | Algimantas Masiulis                         | litauischer Schauspieler baltic-course.com | 68    |       |
| 19. August | Clea Bradford                               | US-amerikanische Jazzmusikerin | ≈75   |       |
| 19. August | Egon Jux                                    | deutscher Architekt | 81    |       |
| 19. August | Gertraud Hopf                               | österreichische Opernsängerin | 88    |       |
| 19. August | Hirsi Magan Isse                            | somalischer Akademiker, Guerillaführer in der Somali Salvation Democratic Front                                                                                 | ≈73   |       |
| 19. August | Julius Carry                                | US-amerikanischer Schauspieler postchronicle.com | 56    |       |
| 19. August | LeRoi Moore                                 | US-amerikanischer Musiker cnn.com | 47    |       |
| 19. August | Leo Abse                                    | britischer Politiker telegraph.co.uk | 91    |       |
| 19. August | Levy Mwanawasa                              | Staatspräsident von Sambia news.bbc.co.uk | 59    |       |
| 19. August | Michail Isaakowitsch Mukassei               | sowjetischer Geheimdienstmitarbeiter telegraph.co.uk | 101   |       |
| 19. August | Walter Scheler                              | deutscher Buchhalter, Opfer des Aufstands vom 06-17 17. Juni 1953 in der DDR, Ehrenbürger Jenas                                                                 | 85    |       |
| 19. August | Wolfgang Kohrt                              | deutscher Journalist berliner-zeitung.de | 58    |       |
| 19. August | Wolfgang Puschmann                          | deutscher Zoologe | 74    |       |
| 19. August | Heinz Stieger                               | Schweizer Maler, Grafiker, Karikaturist und Illustrator | 90    |       |
| 20. August | Werner Burkhardt                            | deutscher Musikkritiker | 80    |       |
| 20. August | Leroy L. Chang                              | chinesisch-US-amerikanischer Physiker | 72    |       |
| 20. August | Chao Yao-dong                               | taiwanischer Politiker und Ökonom news.chinatimes.com | 92    |       |
| 20. August | Christian von Wistinghausen                 | deutscher Landwirt und Autor themen-der-zeit.de | 75    |       |
| 20. August | Donald Pandiangan                           | indonesischer Bogenschütze web.archive.org | 62    |       |
| 20. August | Gene Upshaw                                 | US-amerikanischer Football-Spieler und -Funktionär sports.espn.go.com                                                                                           | 63    |       |
| 20. August | Gerhard Schloemer                           | deutscher Unternehmer come-on.de | 83    |       |
| 20. August | Herbert Röhle                               | deutscher Handballspieler hagen-58.de | 71    |       |
| 20. August | Hua Guofeng                                 | chinesischer Politiker nytimes.com | 87    |       |
| 20. August | Mario Bertok                                | kroatischer Schachmeister jutarnji.hr | 79    |       |
| 20. August | Oscar Ferrari                               | argentinischer Tangosänger und Autor todotango.com | 84    |       |
| 20. August | Pierre-André Boutang                        | französischer Filmemacher spiegel.de | 71    |       |
| 20. August | Stephanie Tubbs Jones                       | US-amerikanische Politikerin cnn.com | 58    |       |
| 20. August | Thorsten Hampel                             | deutscher Medienwissenschaftler | 37    |       |
| 21. August | Heinz Boberach                              | deutscher Archivar und Historiker | 78    |       |
| 21. August | Daniel Charles                              | französischer Philosoph und Musikwissenschaftler | 72    |       |
| 21. August | Fred Crane                                  | US-amerikanischer Schauspieler legacy.com | 90    |       |
| 21. August | Iosif Constantin Drăgan                     | rumänischer Geschäftsmann und Historiker evz.ro | 91    |       |
| 21. August | Jerry Finn                                  | US-amerikanischer Musikproduzent reuters.com | 39    |       |
| 21. August | Wilfried Freitag                            | deutscher Schauspieler, Synchronsprecher sowie Synchronregisseur und Dialogbuchautor                                                                            | 67    |       |
| 21. August | Buddy Harman                                | US-amerikanischer Country-Schlagzeuger | 79    |       |
| 21. August | Wolfgang Miedecke                           | deutscher Leichtathlet hagen-58.de | 80    |       |
| 21. August | Wolfgang Vogel                              | deutscher Rechtsanwalt und Unterhändler der DDR spiegel.de | 82    |       |
| 22. August | Dieter Blode                                | deutscher Skatmeister | 67    |       |
| 22. August | Edi Bucovaz                                 | jugoslawischer bzw. slowenischer Musiker (Beneški fantje) rtvslo.si                                                                                             | 82    |       |
| 22. August | Jeff MacKay                                 | US-amerikanischer Schauspieler | 59    |       |
| 22. August | Jim McGuinness                              | irischer Print- und Rundfunkjournalist | 88    |       |
| 22. August | Hansjürgen Matthies                         | deutscher Pharmakologe und Neurowissenschaftler | 83    |       |
| 22. August | Peer Wyboris                                | deutscher Jazzmusiker radioswissjazz.ch | 70    |       |
| 22. August | Ralph Young                                 | US-amerikanischer Sänger latimes.com | 90    |       |
| 22. August | Robert Pintenat                             | französischer Fußballspieler sport.fr | 60    |       |
| 22. August | Willi Heineking                             | deutscher Unternehmer und Politiker (CDU), MdL | 75    |       |
| 23. August | Andreas Sonntag                             | deutscher Politiker | 55    |       |
| 23. August | Herbert Tasquil                             | österreichischer Maler dieangewandte.at | 85    |       |
| 23. August | Jimmy Cleveland                             | US-amerikanischer Jazzposaunist | 82    |       |
| 23. August | Juri Iwanowitsch Nossenko                   | sowjetischer Agent | 80    |       |
| 23. August | Kurt Meyer                                  | deutscher Fußballspieler und -trainer | 87    |       |
| 23. August | Leopold Ettlinger                           | Schweizer Mikrobiologe | 93    |       |
| 23. August | Peter Quinn                                 | Altbischof von Bunbury, Australien southwest.thewest.com.au | 80    |       |
| 23. August | Thomas Huckle Weller                        | US-amerikanischer Mediziner und Nobelpreisträger boston.com | 93    |       |
| 23. August | Wolfgang Szepansky                          | deutscher Schriftsteller und Widerstandskämpfer | 97    |       |
| 23. August | Arthur Tyler                                | US-amerikanischer Bobfahrer | 93    |       |
| 24. August | Ellen Geßner                                | deutsche DJ | 69    |       |
| 24. August | Gunnar Glans                                | schwedischer Ringer | 100   |       |
| 24. August | Ernst Huber                                 | Schweizer Vermessungsingenieur | 92    |       |
| 24. August | Hansi Lang                                  | österreichischer Musiker newsv1.orf.at | 53    |       |
| 24. August | Josef Marx                                  | deutscher Fußballspieler ksc.de | 73    |       |
| 24. August | Max-Otto Lorenzen                           | deutscher Philosoph und Publizist | 58    |       |
| 24. August | Paul Schruers                               | Altbischof von Hasselt, Belgien catholic-hierarchy.org | 78    |       |
| 24. August | Peter Stoppacher                            | österreichischer Politiker | 83    |       |
| 24. August | Philip Geoffrey Saffman                     | US-amerikanischer Mathematiker latimes.com | 77    |       |
| 24. August | Tad Mosel                                   | US-amerikanischer Dramatiker und Drehbuchautor | 86    |       |
| 24. August | Tonino Ascari                               | italienischer Autorennfahrer und Unternehmer | 66    |       |
| 24. August | Wei Wei                                     | chinesischer Schriftsteller hindu.com | 88    |       |
| 25. August | Ahmed Faraz                                 | pakistanischer Dichter | 77    |       |
| 25. August | Elmer H. Antonsen                           | US-amerikanischer germanistischer Linguist und Runologe | 78    |       |
| 25. August | Friedhelm Deis                              | deutscher Musiker und Komponist nak-nrw.de | 78    |       |
| 25. August | Jochen Beck                                 | deutscher Komponist und Musikpädagoge | 67    |       |
| 25. August | Josef Tal                                   | israelischer Komponist newsticker.welt.de | 97    |       |
| 25. August | Kevin Duckworth                             | US-amerikanischer Basketballspieler archive.ph | 44    |       |
| 25. August | Mario Peña                                  | peruanischer Politiker | 56    |       |
| 25. August | Marpessa Dawn                               | US-amerikanische Schauspielerin | 74    |       |
| 25. August | Pehr Henrik Nordgren                        | finnischer Komponist alandstidningen.ax | 64    |       |
| 25. August | Wassil Neszjarenka                          | belarussischer Kernphysiker und Kernreaktorexperte | 73    |       |
| 25. August | Werner Ebeling                              | deutscher Generalmajor und Autor | 94    |       |
| 26. August | Barbara Warren                              | US-amerikanische Triathletin nytimes.com | 65    |       |
| 26. August | Christian Geissler                          | deutscher Schriftsteller jungewelt.de | 79    |       |
| 26. August | Edip Sekowitsch                             | jugoslawisch-österreichischer Boxer | 50    |       |
| 26. August | Eef Kamerbeek                               | niederländischer Leichtathlet | 74    |       |
| 26. August | Ernst-Ulrich Große                          | deutscher Romanist und Kulturwissenschaftler vep-landau.de | 69    |       |
| 26. August | Michael Kuchmiak                            | Apostolischer Exarch für Großbritannien ucet.ca | 85    |       |
| 26. August | Michal Dočolomanský                         | slowakischer Film- und Theaterschauspieler cas.sk | 66    |       |
| 26. August | Pierre Robert Colas                         | deutscher Alt- und Mesoamerikanist https://web.archive.org/web/20080906180434/http://www.general-anzeiger-bonn.de/index.php?k=loka&itemid=10490&detailid=493012 | 32    |       |
| 26. August | Roza Lallemand                              | französische Schachspielerin theweekinchess.com | 47    |       |
| 26. August | Wanda Zacharias                             | deutsche Malerin und Illustratorin | 77    |       |
| 27. August | Abie Nathan                                 | israelischer Friedensaktivist | 81    |       |
| 27. August | Del Martin                                  | US-amerikanische Autorin und LGBT-Aktivistin mercurynews.com | 87    |       |
| 27. August | Frank Neuschulz                             | deutscher Ornithologe und Naturschützer | 54    |       |
| 27. August | Gheorghe Tohăneanu                          | rumänischer Literaturwissenschaftler und Schriftsteller 24h-online.ro                                                                                           | 83    |       |
| 27. August | Herwig von Kreutzbruck                      | österreichischer Autor | 68    |       |
| 27. August | Horst Sanmann                               | deutscher Volkswirtschaftler | 80    |       |
| 27. August | Mark Priestley                              | australischer Schauspieler serienjunkies.de | 32    |       |
| 27. August | Masayoshi Nagata                            | japanischer Mathematiker | 81    |       |
| 27. August | Nuritdin Akramowitsch Muchitdinow           | usbekischer und sowjetischer Politiker | 90    |       |
| 27. August | Peter Blecher                               | deutscher Sportschütze dsb.de | 74    |       |
| 28. August | Alain Levent                                | französischer Kameramann und Regisseur | 73    |       |
| 28. August | Gerhard Lozek                               | deutscher Historiker | 85    |       |
| 28. August | Gerd Schröder                               | deutscher Unternehmer sport1.de | 49    |       |
| 28. August | Luciana Stegagno-Picchio                    | italienische Romanistin, Lusitanistin, Brasilianistin, Übersetzerin und Literaturwissenschaftlerin                                                              | 88    |       |
| 28. August | Othmar Pickl                                | österreichischer Historiker hlkstmk.at | 80    |       |
| 28. August | Phil Hill                                   | US-amerikanischer Formel-1-Fahrer latimes.com | 81    |       |
| 28. August | Sigurbjörn Einarsson                        | Bischof von Island (1959–1981) mbl.is | 97    |       |
| 28. August | İlhan Berk                                  | türkischer Dichter und Essayist turkishdailynews.com.tr | 89    |       |
| 29. August | Ernst Meckelburg                            | deutscher Autor grenzwissenschaft-aktuell.blogspot.com | 81    |       |
| 29. August | Geoffrey Perkins                            | britischer Fernsehproduzent news.bbc.co.uk | 55    |       |
| 29. August | Heinz Wewers                                | deutscher Fußballspieler rot-weiss-essen.de | 81    |       |
| 29. August | Jacqui Landrum                              | US-amerikanische Choreografin | 64    |       |
| 29. August | Jayshree Gadkar                             | indische Schauspielerin timesofindia.indiatimes.com | 66    |       |
| 29. August | Kurt Neumann                                | deutscher Politiker | 84    |       |
| 30. August | Tommy „Thunder“ Bolt                        | US-amerikanischer Golfer guardonline.com | 92    |       |
| 30. August | Bernhard Grotzeck                           | deutscher Maler und Finanzbeamter ostfriesischelandschaft.de | 93    |       |
| 30. August | Edwin O. Guthman                            | US-amerikanischer Journalist latimes.com | 89    |       |
| 30. August | Elmar Jenny                                 | österreichischer Flugrettungspionier und Höhenmediziner vbgv1.orf.at                                                                                            | 81    |       |
| 30. August | Gilberto Rincón Gallardo                    | mexikanischer Politiker | 69    |       |
| 30. August | Killer Kowalski                             | kanadischer Wrestler und Trainer slam.canoe.ca | 81    |       |
| 30. August | Krishna Kumar Birla                         | indischer Unternehmer zeenews.com | 89    |       |
| 30. August | Eldon Rathburn                              | kanadischer Komponist, Pianist, Organist und Musikpädagoge | 92    |       |
| 31. August | Albert Sing                                 | deutscher Fußballspieler und -trainer bazonline.ch | 91    |       |
| 31. August | BJ Papa                                     | US-amerikanischer Jazzpianist, Musikpädagoge und Komponist | 72    |       |
| 31. August | Karl Mundstock                              | deutscher Schriftsteller | 93    |       |
| 31. August | Karl Nicolussi-Leck                         | Südtiroler Kunstsammler, Museums- und Schulgründer, Obersturmführer der Waffen-SS dolomiten.it                                                                  | 91    |       |
| 31. August | Ken Campbell                                | britischer Theaterregisseur, Autor und Schauspieler independent.co.uk                                                                                           | 66    |       |
| 31. August | Magomed Jewlojew                            | russisch-inguschetischer Journalist spiegel.de | 37    |       |
| 31. August | Mestre Salustiano                           | brasilianischer Musiker, Schauspieler und Kunsthandwerker g1.globo.com                                                                                          | 62    |       |
| 31. August | Wilhelm Marschner                           | deutscher Politiker (SPD), MdL | 81    |       |
| August     | Musa Dogonyaro                              | nigerianischer Sprinter und Mittelstreckenläufer | 63    |       |